# Gunung Mas (Belitang)
Gunung Mas is een bestuurslaag in het regentschap Ogan Komering Ulu van de provincie Zuid-Sumatra, Indonesië. Gunung Mas telt 1353 inwoners (volkstelling 2010).